# Ночь на Галактической железной дороге
«Ночь на Галактической железной дороге», также известный как «Ночь в поезде на Серебряной реке» (яп. 銀河鉄道の夜 Гинга тэцудо: но ёру) — полнометражный аниме-фильм 1985 года, снятый режиссёром Гисабуро Сугии по мотивам одноимённой сказки Кэндзи Миядзавы. Фильм имеет ярко выраженный сюрреалистический элемент и задаётся вопросами о жизни и смерти.

## Название
Международное название фильма «Ночь на Галактической железной дороге» происходит от английского перевода (существуют варианты Night on the Milky Way Railway, Night on the Galactic Railroad и Night Train to the Stars). Однако в заглавии оригинальной сказки используется выражение «Серебряная река» (поэтический синоним Млечного Пути), обыгрывающее образ реки и течения воды, что имеет значение в контексте сюжета.
Кроме того, фильм имеет оригинальное дублирование названия на язык эсперанто. Это дань уважение Кэндзи Миядзаве, который был энтузиастом эсперанто по идеологическим причинам и часто заимствовал из него слова в свои произведения. Все тексты и надписи, которые появляются в кадре, даны на этом языке: в одной из сцен можно увидеть надпись Dio, pli apud vin («Ближе, Господь, к Тебе»).

## Сюжет и художественные особенности
Фильм рассказывает о путешествии двух юных друзей Джованни и Кампанелла на загадочном поезде, который следует сквозь космическое пространство. На остановках в поезд подсаживаются пассажиры, о которых со временем становится понятно, что в реальности они уже мертвы. Разговоры с пассажирами и неспешное путешествие юношей составляют фабулу фильма.
Саму историю можно охарактеризовать как притчу. В соответствии с этим создатели избрали повествовательную и визуальную эстетику, не характерную для аниме, но напоминающую магический реализм. Характерной особенностью фильма является видовая принадлежность главных героев — антропоморфные коты. Она никак не объясняется в самом фильме и не берёт начало из оригинальной сказки. В фильме встречаются и человеческие персонажи, но никакого диссонанса для самих персонажей это не вызывает. Впоследствии режиссёр Гисабуро Сугии применил этот приём в фильме The Life of Budori Gusuko, также экранизации произведения Миядзавы.

  
Происхождение котов объясняется фантазией мангаки Хироси Масумуры, для которого они являются излюбленными персонажами. В своём творчестве он создал мир «страна Атагул», в котором живут люди и кошки. По признаниям мангаки, на появление «страны Атагул», в свою очередь, его вдохновила сказка Миядзавы «Жёлуди и горный кот». Манга Масумуры сильно повлияла на экранизации Кэндзи Миядзавы. В той же стилистике выполнены The Life of Budori Gusuko и биографическая драма Spring and Chaos:
Гисабуро Сугии: Вы изначально намеревались использовать кошек, когда только задумались об адаптации?
Хироси Масумура: Сначала я хотел нарисовать людей, но я их не очень хорошо рисую. Но я не думаю, что сделал бы мангу с людьми, даже если бы умел рисовать. В ту же секунду, когда вы добавляете истории человеческое лицо, полностью меняется ощущение. Она начинает определяться через образ, который я нарисовал. Я хотел избежать этого. Я бы не стал так много думать об этом, если бы история не значила для меня так много. 
Визуальная эстетика фильма также нехарактерна для аниме и напоминает европейскую живопись периода модерна и модернизма. Экспериментальность визуальной и повествовательной составляющих подтверждается присуждением Приза имени Нобуро Офудзи «за превосходство и инновации в анимационном кино».
Кэндзи Миядзава через творчество излагал постулаты религиозной концепции, которую разрабатывал на основе собственного понимания буддизма и христианства, поэтому данный аспект важен для понимания фильма. Сама сказка «Ночь в поезде на Серебряной реке» была написана Миядзавой под впечатлением от глубокого личного кризиса, вызванного смертью младшей сестры Тоси. Режиссёр фильма Гисабуро Сугии, с одной стороны, хотел исключить слишком явные религиозные мотивы, но с другой, наоборот, подчёркивал их введением новых персонажей, отсутствовавших в оригинальной сказке: «идея сценариста Минору Бэцуяку: слепой радист, который слышит все несчастья мира».

## Роли озвучивали
| Персонаж         | Сэйю            |
| ---------------- | --------------- |
| Джованни         | Маюми Танака    |
| Кампанелла       | Тика Сакамото   |
| Мать Джованни    | Ёсиэ Симамура   |
| Отец Кампанеллы  | Горо Ная        |
| Дзанелли         | Дзюнко Хори     |
| Учитель          | Рюносукэ Канэда |
| Хозяин магазина  | Рюдзи Сакаити   |
| Молочник         | Сэйдзи Курасаки |
| Молочница        | Рэико Ниимура   |
| Птицелов         | Тикао Оцука     |
| Смотритель маяка | Фудзио Токита   |
| Радист           | Такэси Аоно     |
| Юноша            | Хидэхиро Кикути |
| Каору            | Каори Накахара  |
| Тадаси           | Юрико Футидзаки |
| Контроллёр       | Тэцуя Кадзи     |
| Марсо            | Миюки Итидзё    |

## Музыка
| №   | Название                                          | Перевод названия                           | Длительность |
| --- | ------------------------------------------------- | ------------------------------------------ | ------------ |
| 1.  | «La Ceftitolo»                                    | Заголовок                                  | 0:40         |
| 2.  | «Temo El La Mondo Del La Fantazia Kvara Dimensio» | Тема из мира фантазии четвёртого измерения | 1:42         |
| 3.  | «Fantazio Kaj Realo»                              | Фантазия и реальность                      | 0:46         |
| 4.  | «En Tago Serena»                                  | В безмятежный день                         | 1:21         |
| 5.  | «La Kanto De La Rondiro De La Steloj»             | Песня о вращении звёзд                     | 1:39         |
| 6.  | «Fantazio De Giovanni»                            | Фантазия Джованни                          | 1:11         |
| 7.  | «La Stelfesto De Centauro»                        | Звёздный фестиваль Центавра                | 4:09         |
| 8.  | «La Masto De Tenkirin»                            | Мачта Тэнкирина                            | 6:39         |
| 9.  | «La Gojo»                                         | Радость                                    | 3:10         |
| 10. | «La Norda Kruco»                                  | Северный крест                             | 2:04         |
| 11. | «La Pliocena Marbordo»                            | Плиоценовое побережье                      | 3:12         |

| №  | Название                                    | Перевод названия                                      | Длительность |
| -- | ------------------------------------------- | ----------------------------------------------------- | ------------ |
| 1. | «La Historio En Fantazio»                   | История в фантазии                                    | 3:26         |
| 2. | «La Harpo De La Paradizo»                   | Райская арфа                                          | 3:47         |
| 3. | «La Travida Malgojo De Giovanni»            | Прозрачная печаль Джованни                            | 3:35         |
| 4. | «La Pleja Felico»                           | Величайшее счастье                                    | 3:26         |
| 5. | «Temo De La Adiauo»                         | Тема прощания                                         | 3:09         |
| 6. | «Kuro»                                      | Бегом                                                 | 0:49         |
| 7. | «45 Minutoj»                                | 45 минут                                              | 0:55         |
| 8. | «Rekviemo»                                  | Реквием                                               | 3:05         |
| 9. | «Temo Finala: Nokto De La Galaksia Fervojo» | Финальная тема: Ночь на Галактической железной дороге | 4:15         |

Композитором фильма выступил Харуоми Хосоно, участник значимой электронной группы Yellow Magic Orchestra. Саундтрек Nokto De La Galaksia Fervojo был впервые выпущен на отдельной виниловой пластинке в 1985 году и затем неоднократно переиздавался на различных носителях (не путать с одноимённым альбомом 1996 года композитора Дзё Хисаиси, также вдохновлённом сказкой Миядзавы).
Названия композиций и подписи на конверте издания даны на языке эсперанто. В нижней части лицевой стороны конверта можно прочитать фразу:

Итак, дорогие, знаете ли вы, чем на самом деле является эта небесная белизна, что называется рекой или разлитым молоком?
Оригинальный текст (эсп.)Nu do, karaj, cu vi scias kio fakte estas tiu nebula blankajo, kium oni nomis jen rivero jen postesigno de fliunta lakto?

Названия композиций также имеют значение. Они отсылают, как к астрономическим терминам, так и к авторской религиозной концепции, которую разрабатывал Миядзава, смешивая буддизм и христианство.
Специальное издание 2018 года от Teichiku Records включало 2 компакт-диска (24 трека на первом и 15 на втором) и заняло 38 место в чарте Oricon.

## Производство и выпуск
Создатели фильма зарекомендовали себя как экспериментаторы от искусства. Это и сам режиссёр Гисабуро Сугии, работавший над артхаусным аниме Belladonna of Sadness, и композитор Харуоми Хосоно, известный электронный музыкант, и сценарист Минору Бэцуяку, театральный драматург, привлекший к себе внимание авангардистскими работами в 1960-х годах. Фильм был создан при поддержке анимационных студий Group TAC и Gallop. Премьера в кинотеатрах состоялась 13 июля 1985 года благодаря компании Nippon Herald Films.
«Ночь на галактической железной дороге» сначала выходила на VHS и LaserDisc в серии Asahi Video Library. Американские DVD поступили в продажу в 2001 году в издании U.S. Manga Corps (Central Park Media). Формат был 1,33:1 (4:3), а звук — Dolby Digital 2.0. Дополнительные материалы включали меню «Карты галактики», предварительный просмотр, трейлер, биографию Кэндзи Миядзавы на 10 страницах, галерею изображений, для DVD-ROM — сценарий, информацию об актёрах озвучивания и производстве. Диск предназначен для всех регионов. Поскольку тогда аниме ещё не подвергалось ремастерингу с момента первого показа в 1985 году, то уже сказывался возраст. Передача была хороша, но случалось дрожание кадров, особенно во вступительных титрах. Заметны пятна и царапины, есть зернистость, цветовая палитра тусклая. Дизайн персонажей (антропоморфные кошки) не всем пришёлся по душе. Если сюжет кажется интересным, то недостатки изображения не будут слишком отвлекать. Кроме того, фильм изначально не был выпущен как полноэкранный, а ближе к широкоэкранному 1,66:1. Качество звука удовлетворительное, без явных дефектов. Даже на высокой громкости белый шум незначителен. Музыка в фильме необычная и местами негармоничная, больше напоминавшая композиции Венди Карлос, чем типичную анимешную. Английский дубляж подготовлен качественно, что редкость, когда дело касается Central Park Media. Это связано с участием Криспина Фримана (Кампанелла) и Вероники Тейлор (Джованни). Субтитры близки к верному переводу.
Серьёзные изменения произошли в 2014 году, когда Kadokawa выпустила обновлённые DVD и Blu-ray к 80-летию произведения Миядзавы и по многочисленным просьбам зрителей. Соотношение сторон было уже 16:9 (LB), звук, соответственно, Dolby Digital 5.1 и 2.0, а также DTS-HD Master Audio 5.1 и 2.0. 48 место в чарте Oricon. Благодаря этому в 2015 году лицензию в США приобрела Discotek Media. The Fandom Post включил «Ночь на Галактической железной дороге» в список лучших классических аниме-релизов 2015 года. В 2016 году появился американский Blu-ray. В 2018 году Crunchyroll добавил аниме в свой каталог.

## Критика
«Ночь на Галактической железной дороге» положительно оценивается критиками и входит в число 50 ключевых аниме-фильмов по мнению обозревателей Британского института кино. 61 место в списке 100 лучших аниме-фильмов согласно журналу Paste. 94 позиция среди 100 лучших анимационных фильмов по мнению обозревателей Time Out New York. Основатель сайта Anime News Network Джастин Севакис опубликовал рецензию на фильм в рубрике Buried Treasure. В 1986 году фильм был удостоен Приза имени Нобуро Офудзи «за превосходство и инновации в анимационном кино».
Джонатан Клементс и Хелен Маккарти в The Anime Encyclopedia назвали «Ночь на Галактической железной дороге» тёмным, но деликатным фэнтези, представляющим собой сложный, хотя и полезный фильм с великолепной анимацией и сценарием. Поездка по Млечному Пути символизирует смерть и возрождение, основанные на убеждениях Миядзавы: нитирэн, христианство и естествознание. Джованни отправился домой, а Кампанелла имел другой пункт назначения — в реальном мире он мёртв. Гисабуро Сугии не боится медленного действия и позволяет вольности с текстом, когда это необходимо. Персонажи превращены в кошек, чтобы облегчить трагедию и спокойно принять действительность. В оригинальном произведении железная дорога используется как метафора жизненного пути. В фильме это показано с исключительным вниманием к деталям: паровоз и станции так же убедительны, как и настоящие, а поэтическая красота образов сочетается с этим богатством, чтобы придать дальнему путешествию мощный эмоциональный заряд. Музыка Хосоно идеально вписывается в «галлюциногенную красоту», однако уступает хору «Аллилуйя» из «Мессии» Генделя. Можно сравнить с Galaxy Express 999 и A Chinese Ghost Story: The Tsui Hark Animation. В 1996 году режиссёр Кадзуки Омори снял игровое кино Night Train to the Stars.
Брайан Кэмп написал, что адаптация знаменитого литературного произведения очень трогательная. Фильм тщательно проработан по книге, знакомой японским школьникам, с простым дизайном и приглушёнными пастельными цветами. Трое детей являются жертвами «Титаника» и происходят из другого мира. Старый пассажирский поезд очень похож на тот, в котором едут Тэцуро и Мэйтел из Galaxy Express 999, с такими же окнами, мягкими сиденьями и деревянными панелями. Лэйдзи Мацумото сам был вдохновлён оригинальной историей Миядзавы, когда создавал франшизу. Как и все грустные аниме, «Ночь на Галактической железной дороге» приближается к «Могиле светлячков», которая не скрывает суровую истину. Самый волнующий момент: младший пассажир берёт Джованни за руку и настаивает на том, чтобы остаться, хотя уже пора выходить. То, что случилось с Кампанеллой, неотвратимо, но они исследовали Вселенную вместе.
Творчество Кэндзи Миядзавы наполнено яркими персонажами и необычными образами, сюжет содержит оригинальные и глубокие идеи. Если в Японии его произведения получили более 10 аниме-экранизаций, то в России автор мало известен. «Ночь на галактической железной дороге» занимает особое место и считается лучшей работой Миядзавы. Это отчасти автобиографический роман — идея написать книгу посетила Кэндзи во время путешествия на поезде по Карафутской железной дороге (ныне Сахалинская железная дорога). Писатель тяжело переживал смерть любимой сестры, поэтому наполнил повествование грустью и чувством утраты, которое передалось и в фильме. Group TAC славилась как одна из успешных студий, выпускавших аниме по сказкам. Создатели пошли на рискованный шаг и сделали главных героев человекоподобными котами, поэтому версию «Галактической железной дороги» вполне можно причислить к фурри. Однако, в отличие от большинства современных аниме, экранизация полностью лишена кавая и выполнена в серьёзном, местами мрачном и депрессивном стиле, а внешний вид персонажей иногда бывает пугающим. Визуализация изобилует холодными тонами. Анимация сделана на достойном уровне, повторов или резких движений не замечено. Люди нарисованы в характерной манере 1980-х годов. Что касается сюжета, то он представляет собой набор короткий историй. Если первая треть, повествующая о жизни Джованни, его семье и отношениях со сверстниками проста и понятна, то центральная линия — путешествие по Млечному Пути — является скорее коллекцией образов, слабо поддающихся расшифровке, чем стройным и логичный рассказом. Group TAC практически без изменений перенесла дух книги, что дало побочные эффекты — без знания оригинала не всё будет понятно.

Кинокритик Борис Иванов назвал фильм поэтическим повествованием о путешествии двух друзей по железной дороге, протянувшейся в небеса и ведущей людей путём испытаний души, а рецензент сайта T.H.E.M Anime наградил фильм 3 звёздами из 5: 
Стоит потратить полдня на просмотр. Ошибка заключается в сопоставлении с другой важной работой Сугии — эпичной «Повестью о Гэндзи», а тем более со Street Fighter II: The Animated Movie. «Ночь на галактической железной дороге» предназначена для детей, хотя основана на рассказе Миядзавы о смерти. Тем не менее у любого ребёнка не хватит внимания, чтобы пройти через всё до конца. Современные дети, привыкшие к мультфильмам Диснея и компьютерным играм, не поймут тонкости сюжета, уснут или уйдут после получаса. Если уделить аниме должное время, то можно извлечь урок. Но медленный темп, устаревшее галлюциногенное изображение и музыка не позволяют стать классикой, которой следует быть. Скорее интерес возникает из художественного любопытства. Также рекомендуются A Little Snow Fairy Sugar, Pita Ten, Spring and Chaos и «Союз Серокрылых».